# Světový pohár v judu 2016
Světový pohár (SP) v judu za rok 2016 tvořily turnaje Grand Slam/Prix, kontinentální turnaje světového poháru a turnaj mistrů. Body za umístění z těchto turnajů se primárně počítají do olympijské kvalifikace a dále hrají významnou, ne však zásadní roli při nasazování judistů do pavouku turnajů.
Úroveň turnajů v roce 2016 ovlivnil konec olympijské kvalifikace začátkem června. Body z turnajů v následujících měsících se nezapočítávaly do olympijské kvalifikace v roce 2020 a exotické destinace jako australský či mauricijský světový pohár musely být dokonce pro slabou účast zrušeny.

## Vítězové SP v roce 2016

### Turnaj mistrů
| turnaj      | měsíc  | rod  | superlehká váha | pololehká váha | lehká váha  | polostřední váha | střední váha  | polotěžká váha | těžká váha  |
| ----------- | ------ | ---- | --------------- | -------------- | ----------- | ---------------- | ------------- | -------------- | ----------- |
| Guadalajara | Květen | muži | O. Safarov      | An Pa-ul       | S. Hašimoto | T. Stevens       | M. Beiká      | E. Gasimov     | D. Natea    |
| Guadalajara | Květen | ženy | A. Kondóová     | M. Nakamuraová | D. Sumijá   | M. Taširová      | K. Pollingová | K. Harrisonová | I. Ortízová |

### Grand Slam (GS) / Grand Prix (GP)
Sérii štědře dotovaných turnajů Grand Slam a Grand Prix pořádá Mezinárodní judistická federace. Je tvořena prestižními turnaji Tokijským Grand Slamem (Kano Cup) a Pařížským Grand Slamem (Pařížský turnaj). V závorce jsou uvedeny tradiční názvy turnajů, termíny Grand Prix a Grand Slam byly zavedeny po roce 2008. Ostatní turnaje GS a GP jsou zasazeny do zemí se zápasnickou tradicí a které mohou zaručit slušnou diváckou návštěvnost. Výjimkou je exotický Grand Slam v Abú Dhabí jehož zařazení je dáno štědrostí místních šejků.

#### Muži
| turnaj | turnaj     | měsíc    | superlehká váha | pololehká váha   | lehká váha       | polostřední váha  | střední váha      | polotěžká váha  | těžká váha    |
| ------ | ---------- | -------- | --------------- | ---------------- | ---------------- | ----------------- | ----------------- | --------------- | ------------- |
| GP     | Havana     | Leden    | E. Takabatake   | K. Chanmagomedov | R. Orudžov       | Cha. Chalmurzajev | A. González       | A. Blošenko     | R. Sajidov    |
| GS     | Paříž      | Únor     | T. Šišime       | M. Ebinuma       | A. Č.-im         | A. Črikišvili     | D. Nišijama       | C. Maret        | H. Harasawa   |
| GP     | Düsseldorf | Únor     | Kim W.-č.       | An Pa-ul         | Šóhei Óno        | J. Bottieau       | M. Nyman          | D. Peters       | J. Chammo     |
| GP     | Tbilisi    | Březen   | D. Urozboev     | V. Margvelašvili | N. Tatalašvili   | A. Chubecov       | N. van 't End     | M. Pacek        | O. Sason      |
| GP     | Samsun     | Duben    | B. Özlü         | Kim Im-h.        | D. Szwarnowiecki | I. Ivanov         | Chu. Chalmurzajev | B. Gvinyjašvili | T. Riner      |
| GS     | Baku       | Květen   | G. Boldbátar    | M. Puljajev      | M. Sharipov      | T. Nagase         | M. Nyman          | B. Gvinyjašvili | J. Chammo     |
| GP     | Almaty     | Květen   | E. Manzi        | Dž. Marujama     | L. Šavdatuašvili | I. Silva          | A. Clerget        | E. Mammadov     | A. Okruašvili |
| GP     | Budapešť   | Červen   | D. Aoki         | A. Gomboc        | R. Drakšič       | I. Nifontov       | K. Tóth           | M. Korrel       | S. Bondarenko |
| GP     | Ulánbátar  | Červenec | D. Amartüvšin   | D. Altansüch     | L. Vogel         | Ň. Dagvasüren     | L. Otgonbátar     | Z. Kocojev      | B. Temüülen   |
| GS     | Ťumeň      | Červenec | J. Ošima        | H. Abe           | M. Moguškov      | A. Lappinagov     | M. Nyman          | M. Pacek        | A. Volkov     |
| GP     | Záhřeb     | Září     | V. Manquest     | A. Jereb         | D. Kanivec       | A. Chubecov       | A. Grigorjev      | A. Bisultanov   | D. Natea      |
| GP     | Taškent    | Říjen    | M. Tilovov      | K. Takaiči       | M. Farmonov      | D. Bobonov        | Y. Imamov         | S. Qurbonov     | J. Šynkejev   |
| GS     | Abú Zabí   | Říjen    | F. Garrigós     | J. Šamilov       | T. Macias        | S. Toma           | A. Kukolj         | E. Mammadov     | D. Natea      |
| GP     | Čching-tao | Listopad | D. Amartüvšin   | A. Abduldžalilov | V. Kurdžev       | I Če-h.           | M. Stewart        | K. Děnisov      | J. Ogawa      |
| GS     | Kano Cup   | Prosinec | R. Nagajama     | H. Abe           | S. Hašimoto      | T. Nagase         | A. Kukolj         | K. Děnisov      | T. Odžitani   |

#### Ženy
| turnaj | turnaj     | měsíc    | superlehká váha | pololehká váha    | lehká váha       | polostřední váha     | střední váha     | polotěžká váha  | těžká váha     |
| ------ | ---------- | -------- | --------------- | ----------------- | ---------------- | -------------------- | ---------------- | --------------- | -------------- |
| GP     | Havana     | Leden    | S. Menezesová   | M. Krähová        | M. Malloyová     | J. Džerbiová         | L. Bolderová     | A. Joóová       | I. Ortízová    |
| GS     | Paříž      | Únor     | G. Otgonceceg   | M. Kelmendiová    | Kim Čan-ti       | C. Agbegnenouová     | Kim S.-j.        | M. Aguiarová    | M. Tačimotová  |
| GP     | Düsseldorf | Únor     | Čong P.-k.      | Ai Šišimeová      | K. Macumotová    | T. Trstenjaková      | B. Grafová       | A. Tcheuméová   | S. Althemanová |
| GP     | Tbilisi    | Březen   | M. Ungureanuová | O. Giuffridaová   | R. Silvaová      | K. Unterwurzacherová | K. Pollingová    | M. Verkerková   | K. Sayitová    |
| GP     | Samsun     | Duben    | G. Otgonceceg   | G. Babamyratowová | H. Receveauxová  | M. Pinotová          | M.-E. Gahiéová   | M. Malongaová   | Kim Č.-j.      |
| GS     | Baku       | Květen   | J. Figueroaová  | G. Kohenová       | C. Jošidaová     | E. Šlezingrová       | M. Bernabéuová   | G. Steenhuisová | K. Jamabeová   |
| GP     | Almaty     | Květen   | G. Otgonceceg   | E. Tschoppová     | A. Podolaková    | M. Pinotová          | M.-E. Gahiéová   | Čang Če-ch.     | I. Ortízová    |
| GP     | Budapešť   | Červen   | H. Endóová      | M. Kelmendiová    | M. Tamaokiová    | N. Nabekuraová       | E. Rodríguezová  | K. Harrisonová  | C. Weißová     |
| GP     | Ulánbátar  | Červenec | M. Uranceceg    | M. Učiová         | L. Enchrílen     | B. Möngönčimeg       | E. Ikeová        | P. Lchamdegd    | I. Ortízová    |
| GS     | Ťumeň      | Červenec | F. Tonakiová    | Ai Šišimeová      | C. Jošidaová     | A. Noučiová          | Č. Araiová       | R. Takajamaová  | N. Inamoriová  |
| GP     | Záhřeb     | Září     | M. Nikolićová   | K. Pieńkowská     | L. Benarrocheová | K. Tałachová         | B. Matićová      | A. Joóová       | L. Cerićová    |
| GP     | Taškent    | Říjen    | M. Persidská    | A. Tüjtekovová    | A. Konkinová     | D. Davydovová        | G. Matniyazovová | A. Joóová       | G. Isanovová   |
| GS     | Abú Zabí   | Říjen    | G. Otgonceceg   | A. Gnetová        | H. Receveauxová  | J. Franssenová       | M.-E. Gahiéová   | G. Steenhuisová | S. Althemanová |
| GP     | Čching-tao | Listopad | Li Ja-n.        | Čchen Č.          | A. Konkinová     | N. Nabekuraová       | E. Ikeová        | R. Takajamaová  | Jü S.          |
| GS     | Kano Cup   | Prosinec | M. Uranceceg    | N. Cunodaová      | C. Jošidaová     | K. Unterwurzacherová | S. Niizoeová     | R. Satóvá       | S. Asahinaová  |

### European Open (EO)
Série turnajů světového poháru pořádané Evropskou judistickou unií (EJU). Především zimní turnaje evropské kontinentální tour mají dlouhou tradici.

#### Muži
| turnaj | turnaj   | měsíc  | superlehká váha | pololehká váha | lehká váha      | polostřední váha | střední váha | polotěžká váha | těžká váha   |
| ------ | -------- | ------ | --------------- | -------------- | --------------- | ---------------- | ------------ | -------------- | ------------ |
| EO     | Sofie    | Leden  | E. Zamanov      | D. Šeršaň      | S. Ondar        | G. Papunašvili   | D. Berežnyj  | R. Dervíš      | D. Moura     |
| EO     | Oberwart | Únor   | L. Paischer     | D. Altansüch   | D. Khamza       | O. Úganbátar     | G. Vér       | J. Mahjoub     | U. Kokauri   |
| EO     | Praha    | Únor   | P. Petřikov ml. | A. Jereb       | J. Azoidis      | M. Marconcini    | M. Mehdijev  | L. Krpálek     | D. Natea     |
| EO     | Madrid   | Červen | S. Goulet       | G. Zantaraija  | R. Ševocukov    | A. Egutidze      | D. Tekic     | T. Chajbulajev | R. Sajidov   |
| EO     | Tallinn  | Září   | J. Gomis        | D. Cargnin     | D. Fedosejenkov | A. Ungvári       | G. Assis     | G. Loporchio   | A. Vachovjak |
| EO     | Glasgow  | Říjen  | P. Pelim        | D. Larose      | E. Barbosa      | D. Ressel        | M. Stewart   | S. Catharina   | N. Zalagh    |

#### Ženy
| turnaj | turnaj  | měsíc  | superlehká váha | pololehká váha   | lehká váha       | polostřední váha | střední váha         | polotěžká váha  | těžká váha     |
| ------ | ------- | ------ | --------------- | ---------------- | ---------------- | ---------------- | -------------------- | --------------- | -------------- |
| EO     | Sofie   | Leden  | M. Persidská    | A. Arcaová       | L. Ohaiová       | J. Wichersová    | A. Pogačniková       | K. Apotekarová  | C. Weißová     |
| EO     | Řím     | Únor   | Čong P.-k.      | O. Giuffridaová  | L. Benarrocheová | C. Cerennadmid   | M. Pérezová          | Y. Castillová   | Jü S.          |
| EO     | Varšava | Únor   | N. Minskrová    | A. Colmon        | A. Podolaková    | B. Möngönčimeg   | K. Kłysová           | B. Pacutová     | V. Zambottiová |
| EO     | Madrid  | Květen | I. Dolgovová    | M. Ertlová       | L. Benarrocheová | V. Herrmannová   | S. van Dijkeová      | K. Stevensonová | X. Čibisovová  |
| EO     | Tallinn | Září   | N. Minskrová    | I. Beischmidtová | A. Stollová      | L. Renshallová   | A. Bernholmová       | L. Groenwoldová | J. Kalaninová  |
| EO     | Glasgow | Říjen  | K. Akkerová     | K. Edwardsová    | J. Klimaitová    | L. Renshallová   | J. Yeatsová Brownová | L. Groenwoldová | E. Marchiòová  |

### Panamerican Open (PO)
Série turnajů světového poháru pořádané Panamerickou judistickou konfederací (PJC). Turnaje americké kontinentální tour nemají dlouhou tradici a slouží primárně k propagaci juda a sbírání bodů do olympijské kvalifikace.

#### Muži
| turnaj | turnaj       | měsíc  | superlehká váha | pololehká váha | lehká váha    | polostřední váha | střední váha | polotěžká váha  | těžká váha   |
| ------ | ------------ | ------ | --------------- | -------------- | ------------- | ---------------- | ------------ | --------------- | ------------ |
| PO     | Lima         | Březen | V. Širinli      | S. Uriarte     | A. Margelidon | N. Elias         | K. Děnisov   | B. Gvinyjašvili | R. Silva     |
| PO     | Buenos Aires | Březen | V. Širinli      | S. Uriarte     | M. Estrada    | N. Elias         | L. Gobert    | B. Gvinyjašvili | R. Silva     |
| PO     | Santiago     | Březen | S. Wyns         | D. Larose      | F. Urani      | L. Vega          | L. Gobert    | Y. Donoso       | J. L. Cuevas |
| PO     | San Salvador | Červen | V. Carvalho     | T. Lissens     | E. Barbosa    | J. Hatton        | M. Koch      | C. Delvert      | A. Tadehara  |

#### Ženy
| turnaj | turnaj       | měsíc  | superlehká váha | pololehká váha | lehká váha      | polostřední váha | střední váha | polotěžká váha | těžká váha          |
| ------ | ------------ | ------ | --------------- | -------------- | --------------- | ---------------- | ------------ | -------------- | ------------------- |
| PO     | Lima         | Březen | E. Carrillová   | N. Kuzjutinová | I. Zabludinová  | M. Espinosaová   | Y. Alvearová | L. Talarnová   | S. Althemanová      |
| PO     | Buenos Aires | Březen | V. Moscattová   | N. Kuzjutinová | J. Equísoainová | M. Espinosaová   | O. Cortésová | A. Kačorovská  | X. Čibisovová       |
| PO     | Santiago     | Březen | A. Climenceová  | J. Gonzálezová | J. Equísoainová | S. Loková        | A. Poová     | J. Usnayová    | —                   |
| PO     | San Salvador | Červen | S. Truongová    | J. Pereiraová  | A. Fulgentesová | A. Castilhosová  | C. Wrightová | —              | N. Cutrová-Kellyová |

### African Open (FO)
Série turnajů světového poháru pořádané Africkou judistickou uní (AJU). Turnaje africké kontinentální tour nemají dlouhou tradici a slouží primárně k propagaci juda a sbírání bodů do olympijské kvalifikace.

#### Muži
| turnaj | turnaj     | měsíc    | superlehká váha                                        | pololehká váha                                         | lehká váha                                             | polostřední váha                                       | střední váha                                           | polotěžká váha                                         | těžká váha                                             |
| ------ | ---------- | -------- | ------------------------------------------------------ | ------------------------------------------------------ | ------------------------------------------------------ | ------------------------------------------------------ | ------------------------------------------------------ | ------------------------------------------------------ | ------------------------------------------------------ |
| FO     | Tunis      | Leden    | V. Širinli                                             | K. Le Blouch                                           | M. Hojak                                               | D. Gomes-Tavares                                       | M. Žgank                                               | G. Minaškin                                            | J. Mettis                                              |
| FO     | Casablanca | Březen   | L. Chammartin                                          | F. Basile                                              | E. Nartey                                              | A. Ungvári                                             | A. bin Amádí                                           | B. Fletcher                                            | U. Kokauri                                             |
| FO     | Port Louis | Listopad | Turnaj byl pro malý počet přihlášených judistů zrušen. | Turnaj byl pro malý počet přihlášených judistů zrušen. | Turnaj byl pro malý počet přihlášených judistů zrušen. | Turnaj byl pro malý počet přihlášených judistů zrušen. | Turnaj byl pro malý počet přihlášených judistů zrušen. | Turnaj byl pro malý počet přihlášených judistů zrušen. | Turnaj byl pro malý počet přihlášených judistů zrušen. |

#### Ženy
| turnaj | turnaj     | měsíc    | superlehká váha                                         | pololehká váha                                          | lehká váha                                              | polostřední váha                                        | střední váha                                            | polotěžká váha                                          | těžká váha                                              |
| ------ | ---------- | -------- | ------------------------------------------------------- | ------------------------------------------------------- | ------------------------------------------------------- | ------------------------------------------------------- | ------------------------------------------------------- | ------------------------------------------------------- | ------------------------------------------------------- |
| FO     | Tunis      | Leden    | C. García                                               | H. Ayariová                                             | N. Gjakovaová                                           | M. Pruvostová                                           | M.-E. Gahiéová                                          | C. Garryová                                             | N. Cheikhová Rouhouová                                  |
| FO     | Casablanca | Březen   | J. Diogová                                              | I. Heylenová                                            | S. Harachiová                                           | M. Miškovićová                                          | A. Niangová                                             | M. Tortová                                              | M. Slucká                                               |
| FO     | Port Louis | Listopad | Turnaj byl pro malý počet přihlášených judistek zrušen. | Turnaj byl pro malý počet přihlášených judistek zrušen. | Turnaj byl pro malý počet přihlášených judistek zrušen. | Turnaj byl pro malý počet přihlášených judistek zrušen. | Turnaj byl pro malý počet přihlášených judistek zrušen. | Turnaj byl pro malý počet přihlášených judistek zrušen. | Turnaj byl pro malý počet přihlášených judistek zrušen. |

### Asian Open (AO)
Série turnajů světového poháru pořádané Asijskou judistickou unií (JUA). Turnaje asijské kontinentální tour nemají dlouhou tradici a slouží primárně k propagaci juda a sbírání bodů do olympijské kvalifikace.

#### Muži
| turnaj | turnaj    | měsíc | superlehká váha | pololehká váha | lehká váha  | polostřední váha | střední váha | polotěžká váha | těžká váha |
| ------ | --------- | ----- | --------------- | -------------- | ----------- | ---------------- | ------------ | -------------- | ---------- |
| AO     | Tchaj-pej | Září  | Š. Kidó         | R. Išikuro     | S. Hašimoto | G. Marujama      | Kim K.-mo    | Won Č.-h.      | H. Tanaka  |

#### Ženy
| turnaj | turnaj    | měsíc | superlehká váha | pololehká váha | lehká váha  | polostřední váha | střední váha | polotěžká váha | těžká váha  |
| ------ | --------- | ----- | --------------- | -------------- | ----------- | ---------------- | ------------ | -------------- | ----------- |
| AO     | Tchaj-pej | Září  | Čang Či-j.      | Čen Č.-j.      | T. Kaneková | Čchö Un-s.       | N. Maedaová  | I Ta-p.        | M. Ebošiová |

### Oceanian Open (OO)
Série turnajů světového poháru pořádané Oceánskou judistickou unií (OJU). Turnaje oceánské kontinentální tour nemají dlouhou tradici a slouží primárně k propagaci juda a sbírání bodů do olympijské kvalifikace.

#### Muži
| turnaj | turnaj     | měsíc    | superlehká váha                                        | pololehká váha                                         | lehká váha                                             | polostřední váha                                       | střední váha                                           | polotěžká váha                                         | těžká váha                                             |
| ------ | ---------- | -------- | ------------------------------------------------------ | ------------------------------------------------------ | ------------------------------------------------------ | ------------------------------------------------------ | ------------------------------------------------------ | ------------------------------------------------------ | ------------------------------------------------------ |
| OO     | Wollongong | Listopad | Turnaj byl pro malý počet přihlášených judistů zrušen. | Turnaj byl pro malý počet přihlášených judistů zrušen. | Turnaj byl pro malý počet přihlášených judistů zrušen. | Turnaj byl pro malý počet přihlášených judistů zrušen. | Turnaj byl pro malý počet přihlášených judistů zrušen. | Turnaj byl pro malý počet přihlášených judistů zrušen. | Turnaj byl pro malý počet přihlášených judistů zrušen. |

#### Ženy
| turnaj | turnaj     | měsíc    | superlehká váha                                         | pololehká váha                                          | lehká váha                                              | polostřední váha                                        | střední váha                                            | polotěžká váha                                          | těžká váha                                              |
| ------ | ---------- | -------- | ------------------------------------------------------- | ------------------------------------------------------- | ------------------------------------------------------- | ------------------------------------------------------- | ------------------------------------------------------- | ------------------------------------------------------- | ------------------------------------------------------- |
| OO     | Wollongong | Listopad | Turnaj byl pro malý počet přihlášených judistek zrušen. | Turnaj byl pro malý počet přihlášených judistek zrušen. | Turnaj byl pro malý počet přihlášených judistek zrušen. | Turnaj byl pro malý počet přihlášených judistek zrušen. | Turnaj byl pro malý počet přihlášených judistek zrušen. | Turnaj byl pro malý počet přihlášených judistek zrušen. | Turnaj byl pro malý počet přihlášených judistek zrušen. |